# Mødebooking
Mødebooking er betegnelsen for den telefoniske kontakt, som typisk går foran et salgsmøde med en ny kunde. Typisk er der tale om canvaskald, kald til emner, som man ikke tidligere har været i kontakt med.
Mødebookingen kan enten foretages af den kørende sælger selv eller af en decideret mødebooker, som udelukkende beskæftiger sig med denne del af salgsprocessen. Hos de virksomheder, der udfører mødebooking kan begrebet mødebooker være en stillingsbetegnelse på lige fod med sælger eller salgskonsulent.
Mødebooking er en gren af begrebet telemarketing, som ellers typisk henleder opmærksomheden på et direkte salg i telefonen.
Typisk bliver mødebooking processen outsourcet til et callcenter, hvor der enten afregnes pr. møde (No Cure, No Pay), eller pr. time. 